# Timezrit (Béjaïa)
Pour les articles homonymes, voir Timezrit.
Timezrit (en arabe : تيمزريت, en kabyle : At Yemmel), en est une commune située dans la wilaya de Béjaïa, en Algérie. Elle est le chef-lieu éponyme de la daïra de Timezrit.

## Géographie

### Situation
|           | Sidi-Aïch, Fenaïa Ilmaten |         |
| Sidi-Ayad | Timezrit                  | Semaoun |
|           | M'cisna, Beni Djellil     |         |

La commune est située à 40 km de Béjaia. Elle est limitée au nord par la Soummam.

### Lieux-dits, quartiers et hameaux
La commune de Timezrit est composée des localités suivantes : El-had, Akabiou, Amsiouene, El Kalaa, Tadart Mokrane, Ighil Ou Taouaf, Djimaa, Achourene, Ighil Ntsmlilts, Tala Ighanimen, L'Ekhemis, Melloulit, Tala Khitab, Ighzer El Kebla, Tounef, Taourirth Allouache, Takitounts, Imezouagh, Tacheuraft, Iderakene, Abaïnou, Mechkoura, Takhlicht, Tasga, Ighil Guemour, et Lota.

## Toponymie
La légende dit que "Timezrit" est l'une des 3 filles de Sidi Ayad (sœur de Mhena et Gouraya (selon les croyances populaires)[réf. nécessaire]. Le mausolée de yemma Timezrit est perché au sommet de la montagne du même nom, qui domine la vallée, ainsi que les villages de la commune. Cette version reste une légende. En effet, "Timezrit" signifie l'endroit d'où l'on peut voir très loin et dans tous les sens (nord, sud, est, ouest) comme un phare pour les marins.

## Histoire

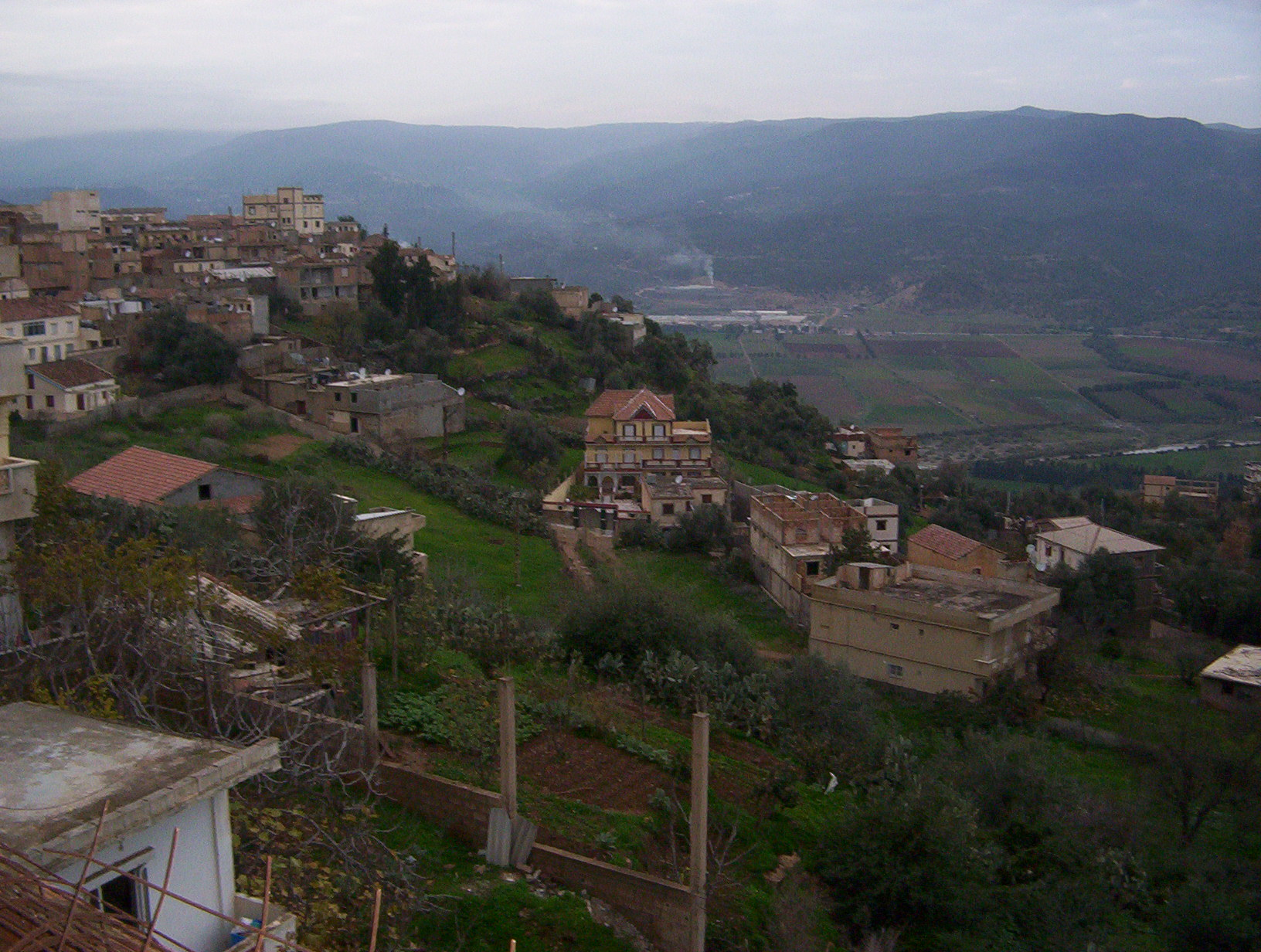
Vue du village d'Akabiou.

Timezrit est entrée dans l’histoire des luttes syndicales algériennes. Le 1er mai 1953, une grève paralyse la mine de fer de Timezrit. Les revendications sont d’ordre social; les ouvriers exigent des améliorations salariales et des congés payés identiques à ceux octroyés aux Européens. Le parallélisme des statuts que soulève la grève pose en fait implicitement un problème politique, puisque les Algériens étaient dans leur écrasante majorité soumis à un statut à part. Flairant le piège et la jurisprudence que créerait la satisfaction de ces demandes, le pouvoir colonial fait la sourde oreille et met en branle les traditionnelles opérations de contention-neutralisation prévues dans ce genre de situation. Ni les tentatives de division du collectif ouvrier, ni les menaces de licenciement, ni les intercessions des caïds, ni le gel des salaires ne sont venus à bout d’un mouvement qui aura duré neuf mois. Mieux, plus le temps passait, moins les effets de l’usure jouaient et plus la radicalisation gagnait.
C’est d’ailleurs la marche prévue entre Timezrit et Sidi Aïch qui a précipité le dénouement de ce qui prenait l’allure d’une insurrection à laquelle s’étaient associées toutes les populations environnantes et même au-delà. En effet, pendant les neuf longs mois qu’a duré le conflit, les villages se sont organisés et ont assuré les approvisionnements des familles des mineurs dans une période d’après-guerre encore marquée par le rationnement et les épidémies qui avaient décimé une partie des villages.
Cette solidarité, en plus du soutien matériel vital qu’elle apportait, avait constitué un appui moral qui a contribué à gérer dans la durée une épreuve de force a priori condamnée dans une région sans industrie ni tradition ouvrière. Les appuis de l’ex-député communiste Abderrahmane Djemad et celui du journal progressiste Alger Républicain, pour appréciables qu’ils soient, ne suffisent pas à expliquer un recul aussi net d’un pouvoir colonial qui avait donné, huit ans auparavant, avec la répression de 8 mai 1945. sans oublier le comité de grève n'est autre que la section syndicale de CGT LA confédération générale des travailleurs installée par la société en 1945.

## Économie
Connue dans le passé pour sa mine de fer, exploitée depuis les Hammadides, durant l'ère coloniale Français, la mine de fer de Timezrit, au pied du village Amsiouen, dans la région Est des Ath-Immel, devenue la propriété de la société Muller et Compagnie de Rotterdam, puis de la Sonarem, son exploitation s'est arrêtée.[réf. nécessaire]

## Patrimoine archéologique
Une pierre portant des inscriptions non encore élucidées découverte par un citoyen du village El Kelaâ lors de travaux de construction, remonterait selon certains à l'époque byzantine. Elle fait l'objet d'une expertise des services du musée de Béjaia.

## Personnalités
- Igoussimene Amar, syndicaliste.
- Lhacène Ziani, (en Kabyle: Lḥasen Uziyan) poète et écrivain Kabyle, né en 1953 à Tala Wulman au village d'Akabiou (Aqabiw), commune de Timezrit, wilaya de Béjaïa, parolier du groupe Ideflawen qui vit actuellement au Québec.
- Azzedine Meddour ; cinéaste algérien, né le 8 mai 1947 à Sidi Aïch (originaire de Timezrit) en Algérie et mort le 16 mai 2000 à Alger
- Mouloud Aounit (1953-2012), homme politique français et ancien président du MRAP, y est né.
- Maafa djamel, journaliste
- Yahia Briki, journaliste, commando PCA et chef du FLN-ALN à Alger pendant la guerre de libération, premier directeur de la préfecture d'Alger après l'indépendance, directeur du ministère du travail, de l'éducation et du social, délégué gouvernemental, ministre plénipotentiaire de l'Algérie auprès l'ONU, secrétaire général du ministre de travail au BIT (bureau international du travail), né le 09.07.1931 à Timezrit et décédé le 15.07.1988 à Genève en Suisse.